# M.O.D.
M.O.D. (afkorting van Method Of Destruction doch later veranderd in Milanos On Drugs) is een Amerikaanse band die zowel cross-over, thrashmetal als hardcore punk heeft gespeeld. De band is het bekendst van zijn zanger, de van S.O.D. bekende Billy Milano.

## Geschiedenis
Op het debuutalbum USA For MOD (1987) zette Milano met gitarist Tim McMurtie, bassist Ken Ballone en drummer Keith Davis de lijn door die was ingezet op het album Speak English or Die (1985) van het S.O.D.-project. Het album stond bol van zowel komische als gesimuleerde vermeende extreemrechtse teksten, ondersteund door cross-overmuziek.
De groep viel alweer snel uiteen, maar met bassist Jon Monte, gitarist Louie Svitek en drummer Tim Mallare maakte Milano een doorstart. In 1988 kwam een tussendoortje uit (de ep Surfin MOD) met daarop eigen versies van onder andere The Beach Boys en Petula Clark en enkele eigen, komische, nummers.
De eerste omslag in het geluid kwam in 1989 met het tweede album Gross Misconduct, waarop de thrashmetal de overhand leek te krijgen in het crossover geluid van de groep. Hoewel het debuutalbum door zowel hardcorepunk- als metalliefhebbers wordt ervaren als leukste album, werd ‘Gross Misconduct’ gezien als het beste werk van de groep. Echter in 1990 verlieten Monte en Svitek de groep om Mindfunk op te richten en Mallare werd drummer van de thrashmetalgroep Overkill.
Met de teruggekeerde gitarist McMurtie vond de volgende muzikale omslag plaats op het derde album Rhythm of Fear (1992). Een agressievere hardcorepunkbenadering nam hierop de overhand. Tevens was de zangstijl van Milano gewijzigd in een meer schreeuwerige hardcore zang. Het was duidelijk dat de groep van het komische imago af wilde. Vele fans haakten vanaf dit album af.
De volgende albums Devolution en Dictated Aggression ondervonden slechte distributie en werden niet opnieuw geperst. In 2004 bracht Blackout Records de albums opnieuw uit.
In 2003 zag een nieuw album, The Rebel You Love To Hate, het levenslicht. Hierop keerde Milano weer incidenteel terug naar zijn jarentachtigstijl. Milano stelde in 2005 het gehele album ter beschikking op zijn website, daar hij de distributie en promotie door het platenlabel niet adequaat vond.

## Discografie
| Jaar | Titel                                                 | Label                 |
| 1987 | U.S.A. for M.O.D.                                     | Megaforce Records     |
| 1988 | Surfin' M.O.D. (EP)                                   | Megaforce Records     |
| 1989 | Gross Misconduct                                      | Megaforce Records     |
| 1992 | Rhythm of Fear                                        | Megaforce Records     |
| 1994 | Devolution                                            | Music for Nations     |
| 1995 | Loved by Thousands, Hated by Millions (verzamelalbum) | Megaforce Records     |
| 1996 | Dictated Aggression                                   | Music for Nations     |
| 2003 | The Rebel You Love to Hate                            | Nuclear Blast Records |
| 2007 | Red, White & Screwed                                  | Index Entertainment   |
| 2017 | Busted, Broke & American                              | Megaforce Records     |